# Jean-Marie Pfaff
Jean-Marie Pfaff (Lebbeke, 4 dicembre 1953) è un ex calciatore e allenatore di calcio belga, di ruolo portiere.
Portiere dell'anno IFFHS nel 1987, è considerato tra i più forti estremi difensori di tutti i tempi. Nel 2004 è stato inserito da Pelé nel FIFA 100, una lista di 125 tra i più grandi calciatori viventi.
Bandiera del KSK Beveren e del Bayern Monaco, titolare della nazionale belga dal 1976 al 1986, è stato tra i protagonisti del quarto posto del Belgio al campionato del mondo di Messico 1986, da cui tornò con il soprannome di El Simpático in quanto sempre sorridente.

## Biografia
Trascorre l'infanzia in una roulotte nel centro di Anversa insieme alla sua numerosa famiglia, con cinque fratelli e sei sorelle. Il padre muore quando Jean-Marie è ancora piccolo.

## Caratteristiche tecniche
Portiere dal carattere estroverso, Pfaff era abile nelle uscite e nella direzione della difesa.

## Carriera

### Giocatore

#### Club

Pfaff al Bayern Monaco, in uscita bassa sul romanista Conti nel retour match dei quarti di Coppa delle Coppe 1984-1985.

Incomincia a giocare in porta a causa del sovrappeso. Entra presto nelle giovanili del Beveren, ma inizialmente il calcio è solo un hobby: si mantiene infatti facendo vari lavori, e raggiunge il campo dopo aver percorso venticinque chilometri al giorno in bicicletta.
Dopo essere stato in rosa anche nella stagione precedente, gioca la prima partita di campionato nella Division I 1973-1974, nella quale il Beveren è neopromosso. Diventa presto titolare, vincendo con il club la Coupe de Belgique nel 1978 (quando viene anche nominato calciatore dell'anno) e il titolo belga nella stagione successiva; disputa inoltre, dopo aver eliminato anche l'Inter, la semifinale nella Coppa delle Coppe 1978-1979.
Nell'estate 1982 si trasferisce nel Bayern Monaco: sebbene l'avventura in Germania Ovest non inizi nel migliore dei modi (il Bayern esce sconfitto per 1-0 a Brema contro il Werder Brema a causa di un suo autogol) si fa presto apprezzare dai tifosi per il suo comportamento fuori e dentro il campo. Con i Rossi vince due DFB-Pokal e tre campionati, nel 1985, nel 1986 e nel 1987, e disputa anche la finale, persa 2-1, della Coppa dei Campioni 1986-1987. Della partita, giocata a Vienna contro il Porto, rimane famoso il gol del pareggio portoghese, che Pfaff subisce di tacco da Rabah Madjer. Intanto nel 1987 viene nominato portiere dell'anno IFFHS.
Pfaff torna in Belgio nel 1988 firmando col neopromosso Lierse, che conclude il campionato al decimo posto. Termina infine la carriera in Turchia nel 1990, dopo un terzo posto col Trabzonspor.

#### Nazionale

Pfaff in nazionale, in presa volante contro l'Inghilterra nel corso del.

Pfaff disputa la prima partita in nazionale il 22 maggio 1976 contro i Paesi Bassi. Gioca da titolare negli Europei italiani, quando il Belgio viene sconfitto in finale dalla Germania Ovest. Gioca anche nei Mondiali spagnoli e in quelli messicani; in questi ultimi è protagonista ai tiri di rigore nei quarti contro la Spagna ma poi il Belgio viene eliminato in semifinale dall'Argentina da due gol di Diego Armando Maradona: il Pibe de Oro ne aveva appena segnati altrettanti (il gol del secolo e la Mano de Dios) nella vittoriosa gara con l'Inghilterra. Il Belgio termina comunque la manifestazione classificandosi quarto.
Con la nazionale Pfaff è protagonista di un curioso episodio nel 1987: durante una gara nei Paesi Bassi è oggetto di lanci di ortaggi e frutta dagli spalti, e lui si mangia, appoggiato al palo, una mela raccolta da terra.

### Dopo il ritiro
Ha partecipato al reality show De Pfaffs , andato in onda nel 2003 e basato sulle vicende della sua famiglia.
È apparso come guest star nella serie televisiva tedesca Tempesta d'amore, interpretando se stesso.

## Statistiche
Tra club e nazionale, Pfaff ha collezionato 659 presenze e subìto 661 gol.

### Cronologia presenze e reti in nazionale
| Cronologia completa delle presenze e delle reti in nazionale ― Belgio | Cronologia completa delle presenze e delle reti in nazionale ― Belgio | Cronologia completa delle presenze e delle reti in nazionale ― Belgio | Cronologia completa delle presenze e delle reti in nazionale ― Belgio | Cronologia completa delle presenze e delle reti in nazionale ― Belgio | Cronologia completa delle presenze e delle reti in nazionale ― Belgio | Cronologia completa delle presenze e delle reti in nazionale ― Belgio | Cronologia completa delle presenze e delle reti in nazionale ― Belgio |
| Data                                                                  | Città                                                                 | In casa                                                               | Risultato                                                             | Ospiti                                                                | Competizione                                                          | Reti                                                                  | Note                                                                  |
| --------------------------------------------------------------------- | --------------------------------------------------------------------- | --------------------------------------------------------------------- | --------------------------------------------------------------------- | --------------------------------------------------------------------- | --------------------------------------------------------------------- | --------------------------------------------------------------------- | --------------------------------------------------------------------- |
| 22-5-1976                                                             | Bruxelles                                                             | Belgio                                                                | 1 – 2                                                                 | Paesi Bassi                                                           | Qual. Euro 1976                                                       | -2                                                                    |                                                                       |
| 3-9-1977                                                              | Bruxelles                                                             | Belgio                                                                | 4 – 0                                                                 | Islanda                                                               | Qual. Mondiali 1978                                                   | -                                                                     |                                                                       |
| 26-10-1977                                                            | Amsterdam                                                             | Paesi Bassi                                                           | 1 – 0                                                                 | Belgio                                                                | Qual. Mondiali 1978                                                   | -1                                                                    |                                                                       |
| 16-11-1977                                                            | Belfast                                                               | Irlanda del Nord                                                      | 3 – 0                                                                 | Belgio                                                                | Qual. Mondiali 1978                                                   | -3                                                                    |                                                                       |
| 21-12-1977                                                            | Liegi                                                                 | Belgio                                                                | 0 – 1                                                                 | Italia                                                                | Amichevole                                                            | -1                                                                    |                                                                       |
| 22-3-1978                                                             | Charleroi                                                             | Belgio                                                                | 1 – 0                                                                 | Austria                                                               | Amichevole                                                            | -                                                                     |                                                                       |
| 19-4-1978                                                             | Magdeburgo                                                            | Germania Est                                                          | 0 – 0                                                                 | Belgio                                                                | Amichevole                                                            | -                                                                     |                                                                       |
| 20-9-1978                                                             | Lokeren                                                               | Belgio                                                                | 1 – 1                                                                 | Norvegia                                                              | Qual. Euro 1980                                                       | -1                                                                    |                                                                       |
| 11-10-1978                                                            | Lisbona                                                               | Portogallo                                                            | 1 – 1                                                                 | Belgio                                                                | Qual. Euro 1980                                                       | -1                                                                    |                                                                       |
| 15-11-1978                                                            | Tel Aviv                                                              | Israele                                                               | 1 – 0                                                                 | Belgio                                                                | Amichevole                                                            | -1                                                                    |                                                                       |
| 28-3-1979                                                             | Anderlecht                                                            | Belgio                                                                | 1 – 1                                                                 | Austria                                                               | Qual. Euro 1980                                                       | -1                                                                    |                                                                       |
| 12-9-1979                                                             | Oslo                                                                  | Norvegia                                                              | 1 – 2                                                                 | Belgio                                                                | Amichevole                                                            | -1                                                                    |                                                                       |
| 26-9-1979                                                             | Rotterdam                                                             | Paesi Bassi                                                           | 1 – 0                                                                 | Belgio                                                                | Amichevole                                                            | -1                                                                    | 77’                                                                   |
| 6-6-1980                                                              | Bruxelles                                                             | Belgio                                                                | 2 – 1                                                                 | Romania                                                               | Amichevole                                                            | -                                                                     | 46’                                                                   |
| 12-6-1980                                                             | Torino                                                                | Inghilterra                                                           | 1 – 1                                                                 | Belgio                                                                | Euro 1980 - 1º turno                                                  | -1                                                                    |                                                                       |
| 15-6-1980                                                             | Milano                                                                | Belgio                                                                | 2 – 1                                                                 | Spagna                                                                | Euro 1980 - 1º turno                                                  | -1                                                                    |                                                                       |
| 18-6-1980                                                             | Roma                                                                  | Italia                                                                | 0 – 0                                                                 | Belgio                                                                | Euro 1980 - 1º turno                                                  | -                                                                     |                                                                       |
| 22-6-1980                                                             | Roma                                                                  | Belgio                                                                | 1 – 2                                                                 | Germania Ovest                                                        | Euro 1980 - Finale                                                    | -2                                                                    |                                                                       |
| 15-10-1980                                                            | Dublino                                                               | Irlanda                                                               | 1 – 1                                                                 | Belgio                                                                | Qual. Mondiali 1982                                                   | -1                                                                    |                                                                       |
| 19-11-1980                                                            | Bruxelles                                                             | Belgio                                                                | 1 – 0                                                                 | Paesi Bassi                                                           | Qual. Mondiali 1982                                                   | -                                                                     |                                                                       |
| 21-12-1980                                                            | Nicosia                                                               | Cipro                                                                 | 0 – 2                                                                 | Belgio                                                                | Qual. Mondiali 1982                                                   | -                                                                     |                                                                       |
| 18-2-1981                                                             | Bruxelles                                                             | Belgio                                                                | 3 – 2                                                                 | Cipro                                                                 | Qual. Mondiali 1982                                                   | -2                                                                    |                                                                       |
| 9-9-1981                                                              | Bruxelles                                                             | Belgio                                                                | 2 – 0                                                                 | Francia                                                               | Qual. Mondiali 1982                                                   | -                                                                     |                                                                       |
| 14-10-1981                                                            | Rotterdam                                                             | Paesi Bassi                                                           | 3 – 0                                                                 | Belgio                                                                | Qual. Mondiali 1982                                                   | -3                                                                    |                                                                       |
| 16-12-1981                                                            | Valencia                                                              | Spagna                                                                | 2 – 0                                                                 | Belgio                                                                | Amichevole                                                            | -2                                                                    |                                                                       |
| 24-3-1982                                                             | Bruxelles                                                             | Belgio                                                                | 4 – 1                                                                 | Romania                                                               | Amichevole                                                            | -1                                                                    |                                                                       |
| 28-4-1982                                                             | Bruxelles                                                             | Belgio                                                                | 2 – 1                                                                 | Bulgaria                                                              | Amichevole                                                            | -1                                                                    |                                                                       |
| 27-5-1982                                                             | Copenaghen                                                            | Danimarca                                                             | 1 – 0                                                                 | Belgio                                                                | Amichevole                                                            | -                                                                     | 46’                                                                   |
| 13-6-1982                                                             | Barcellona                                                            | Argentina                                                             | 0 – 1                                                                 | Belgio                                                                | Mondiali 1982 - 1º turno                                              | -                                                                     |                                                                       |
| 19-6-1982                                                             | Elche                                                                 | Belgio                                                                | 1 – 0                                                                 | El Salvador                                                           | Mondiali 1982 - 1º turno                                              | -                                                                     |                                                                       |
| 22-6-1982                                                             | Elche                                                                 | Belgio                                                                | 1 – 1                                                                 | Ungheria                                                              | Mondiali 1982 - 1º turno                                              | -1                                                                    | 67’                                                                   |
| 22-9-1982                                                             | Monaco di Baviera                                                     | Germania Ovest                                                        | 0 – 0                                                                 | Belgio                                                                | Amichevole                                                            | -                                                                     |                                                                       |
| 6-10-1982                                                             | Bruxelles                                                             | Belgio                                                                | 3 – 0                                                                 | Svizzera                                                              | Qual. Euro 1984                                                       | -                                                                     |                                                                       |
| 15-12-1982                                                            | Bruxelles                                                             | Belgio                                                                | 3 – 2                                                                 | Scozia                                                                | Qual. Euro 1984                                                       | -2                                                                    |                                                                       |
| 27-4-1983                                                             | Bruxelles                                                             | Belgio                                                                | 2 – 1                                                                 | Germania Est                                                          | Qual. Euro 1984                                                       | -1                                                                    |                                                                       |
| 21-9-1983                                                             | Bruxelles                                                             | Belgio                                                                | 1 – 1                                                                 | Paesi Bassi                                                           | Amichevole                                                            | -1                                                                    |                                                                       |
| 12-10-1983                                                            | Glasgow                                                               | Scozia                                                                | 1 – 1                                                                 | Belgio                                                                | Qual. Euro 1984                                                       | -1                                                                    |                                                                       |
| 9-11-1983                                                             | Berna                                                                 | Svizzera                                                              | 3 – 1                                                                 | Belgio                                                                | Qual. Euro 1984                                                       | -3                                                                    |                                                                       |
| 29-2-1984                                                             | Bruxelles                                                             | Belgio                                                                | 0 – 1                                                                 | Germania Ovest                                                        | Amichevole                                                            | -1                                                                    |                                                                       |
| 17-4-1984                                                             | Varsavia                                                              | Polonia                                                               | 0 – 1                                                                 | Belgio                                                                | Amichevole                                                            | -                                                                     | cap.                                                                  |
| 6-6-1984                                                              | Bruxelles                                                             | Belgio                                                                | 2 – 2                                                                 | Ungheria                                                              | Amichevole                                                            | -2                                                                    |                                                                       |
| 13-6-1984                                                             | Lens                                                                  | Jugoslavia                                                            | 0 – 2                                                                 | Belgio                                                                | Euro 1984 - 1º turno                                                  | -                                                                     |                                                                       |
| 16-6-1984                                                             | Nantes                                                                | Francia                                                               | 5 – 0                                                                 | Belgio                                                                | Euro 1984 - 1º turno                                                  | -5                                                                    |                                                                       |
| 19-6-1984                                                             | Strasburgo                                                            | Belgio                                                                | 2 – 3                                                                 | Danimarca                                                             | Euro 1984 - 1º turno                                                  | -3                                                                    |                                                                       |
| 19-12-1984                                                            | Atene                                                                 | Grecia                                                                | 0 – 0                                                                 | Belgio                                                                | Qual. Mondiali 1986                                                   | -                                                                     |                                                                       |
| 22-12-1984                                                            | Tirana                                                                | Albania                                                               | 2 – 0                                                                 | Belgio                                                                | Qual. Mondiali 1986                                                   | -2                                                                    |                                                                       |
| 27-3-1985                                                             | Bruxelles                                                             | Belgio                                                                | 2 – 0                                                                 | Grecia                                                                | Qual. Mondiali 1986                                                   | -                                                                     | 19’                                                                   |
| 11-9-1985                                                             | Cracovia                                                              | Polonia                                                               | 0 – 0                                                                 | Belgio                                                                | Qual. Mondiali 1986                                                   | -                                                                     |                                                                       |
| 16-10-1985                                                            | Anversa                                                               | Belgio                                                                | 1 – 0                                                                 | Paesi Bassi                                                           | Qual. Mondiali 1986                                                   | -                                                                     |                                                                       |
| 20-11-1985                                                            | Rotterdam                                                             | Paesi Bassi                                                           | 2 – 1                                                                 | Belgio                                                                | Qual. Mondiali 1986                                                   | -2                                                                    |                                                                       |
| 19-5-1986                                                             | Bruxelles                                                             | Belgio                                                                | 1 – 3                                                                 | Jugoslavia                                                            | Amichevole                                                            | -3                                                                    | 46’                                                                   |
| 3-6-1986                                                              | Città del Messico                                                     | Messico                                                               | 2 – 1                                                                 | Belgio                                                                | Mondiali 1986 - 1º turno                                              | -2                                                                    |                                                                       |
| 8-6-1986                                                              | Toluca                                                                | Belgio                                                                | 2 – 1                                                                 | Iraq                                                                  | Mondiali 1986 - 1º turno                                              | -1                                                                    |                                                                       |
| 11-6-1986                                                             | Toluca                                                                | Paraguay                                                              | 2 – 2                                                                 | Belgio                                                                | Mondiali 1986 - 1º turno                                              | -2                                                                    |                                                                       |
| 15-6-1986                                                             | León                                                                  | Belgio                                                                | 4 – 3 dts                                                             | Unione Sovietica                                                      | Mondiali 1986 - Ottavi di finale                                      | -3                                                                    |                                                                       |
| 22-6-1986                                                             | Puebla de Zaragoza                                                    | Belgio                                                                | 1 – 1 dts (5 – 4 dtr)                                                 | Spagna                                                                | Mondiali 1986 - Quarti di finale                                      | -1                                                                    |                                                                       |
| 25-6-1986                                                             | Città del Messico                                                     | Argentina                                                             | 2 – 0                                                                 | Belgio                                                                | Mondiali 1986 - Semifinale                                            | -2                                                                    |                                                                       |
| 28-6-1986                                                             | Puebla de Zaragoza                                                    | Belgio                                                                | 2 – 4                                                                 | Francia                                                               | Mondiali 1986 - Finale 3º posto                                       | -4                                                                    | 63’                                                                   |
| 10-9-1986                                                             | Bruxelles                                                             | Belgio                                                                | 2 – 2                                                                 | Irlanda                                                               | Qual. Euro 1988                                                       | -2                                                                    |                                                                       |
| 19-11-1986                                                            | Bruxelles                                                             | Belgio                                                                | 1 – 1                                                                 | Bulgaria                                                              | Qual. Euro 1988                                                       | -1                                                                    |                                                                       |
| 1-4-1987                                                              | Anderlecht                                                            | Belgio                                                                | 4 – 1                                                                 | Scozia                                                                | Qual. Euro 1988                                                       | -1                                                                    | cap.                                                                  |
| 29-4-1987                                                             | Dublino                                                               | Irlanda                                                               | 0 – 0                                                                 | Belgio                                                                | Qual. Euro 1988                                                       | -                                                                     |                                                                       |
| 9-9-1987                                                              | Rotterdam                                                             | Paesi Bassi                                                           | 0 – 0                                                                 | Belgio                                                                | Amichevole                                                            | -                                                                     |                                                                       |
| 23-9-1987                                                             | Sofia                                                                 | Bulgaria                                                              | 2 – 0                                                                 | Belgio                                                                | Qual. Euro 1988                                                       | -2                                                                    | cap.                                                                  |
| Totale                                                                |                                                                       | Presenze                                                              | 64                                                                    |                                                                       | Reti                                                                  | -75                                                                   |                                                                       |

## Palmarès

### Giocatore

#### Club
- Campionato belga di seconda divisione: 1

Beveren: 1972-1973
- Coppa del Belgio: 1

Beveren: 1977-1978
- Campionato belga: 1

Beveren: 1978-1979
- Campionato tedesco: 3

Bayern Monaco: 1984-1985, 1985-1986, 1986-1987
- Coppa di Germania: 2

Bayern Monaco: 1983-1984, 1985-1986
- Supercoppa di Germania: 1

Bayern Monaco: 1987

#### Individuale
- Soulier d'or: 1

1978
- Portiere dell'anno IFFHS: 1

1987
- Inserito nel FIFA 100 (2004)